# Akal Murati
Pour les articles homonymes, voir Akal et Murati (homonymie).
Akal Murati est une expression issue de la théologie sikhe qui se retrouve dans la Mul Mantra, une des prières les plus usitées du sikhisme et qui contient des principes fondamentaux de cette foi. Ces deux mots ont été écrits par Guru Nanak, le premier gourou du sikhisme et ont une double connotation spirituelle. Étymologiquement ils se traduisent par: Forme (murati) intemporelle (akal). Ils sont donc le synonyme de l'Être Suprême, de Dieu autrement dit Waheguru. Ainsi Akal Murati désigne la Forme Éternelle qui est au-dessus de tout mais aussi la Réalité Divine. Dieu dépasse la réalité spacio-temporelle cependant Il se manifeste concrètement. Akal Murati fait référence à l'essence comme à la création.